# Łaszczów
Łaszczów (1549–1578 Prawda) – miasto w Polsce położone w województwie lubelskim, w powiecie tomaszowskim, w gminie Łaszczów, nad Huczwą, na obszarze Grzędy Sokalskiej.
W latach 1975–1998 miejscowość administracyjnie należała do województwa zamojskiego.
Miejscowość jest siedzibą miejsko-wiejskiej gminy Łaszczów. Jest także siedzibą rzymskokatolickiej parafii Świętych Apostołów Piotra i Pawła.
Leży w dawnej ziemi bełskiej. W latach 1549–1870 Łaszczów posiadał już prawa miejskie, jednak zostały mu one odebrane. Prawa te przywrócono miastu 1 stycznia 2010. Dla upamiętnienia tego wydarzenia postawiono w mieście pomnik z pamiątkową tablicą.

## Historia

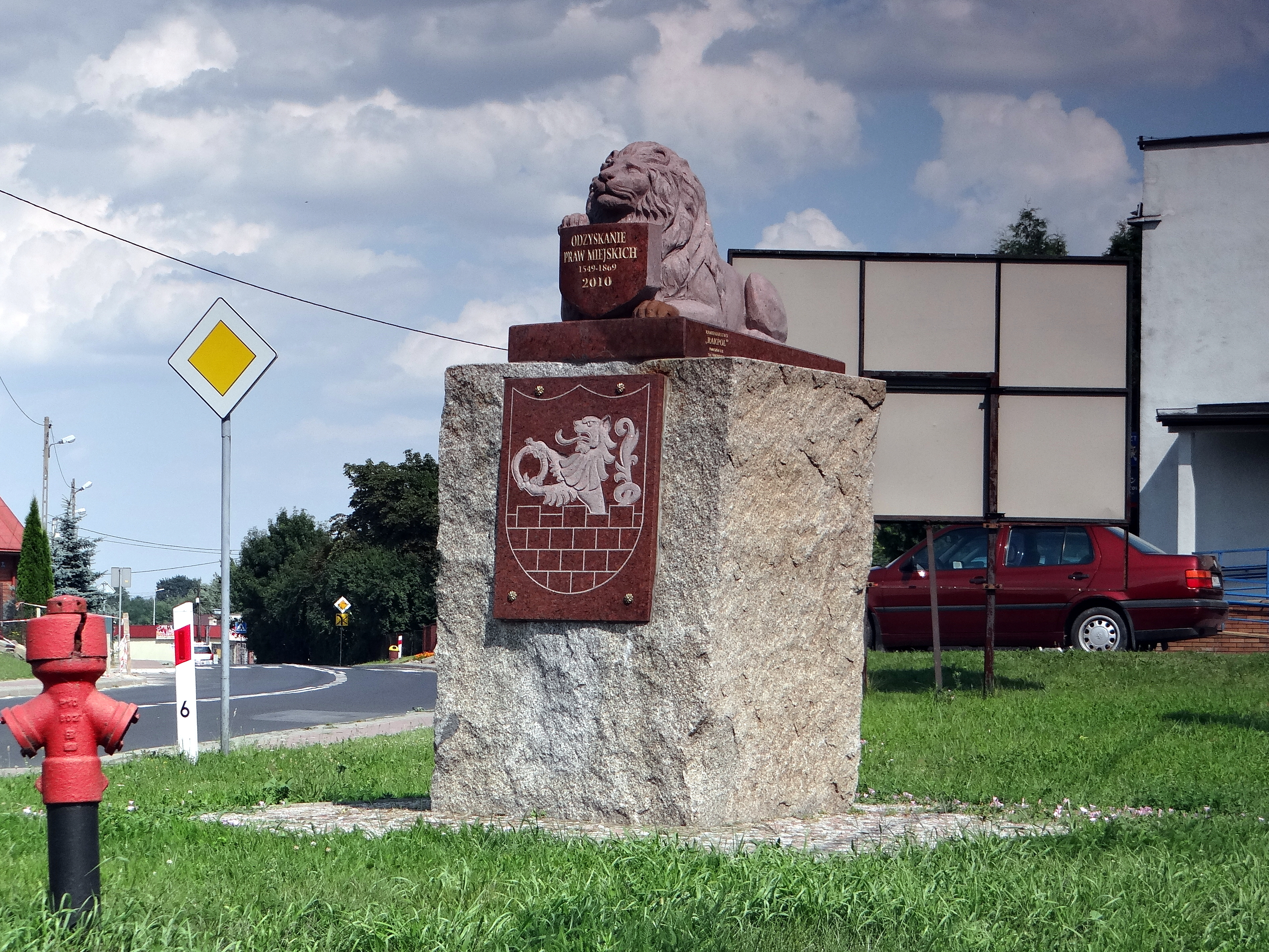
Tablica upamiętniająca odzyskanie przez Łaszczów w 2010 roku praw miejskich

Początki miejscowości Łaszczów sięgają połowy XVI w., kiedy to dokumentem wydanym w 1549 roku (dokładnie we wtorek 22 stycznia, po św. Agnieszce) w Piotrkowie Trybunalskim król Zygmunt August, przez wzgląd na wierną służbę Aleksandra Łaszcza z Tuczap, podkomorzego bełskiego i starosty horodelskiego, chełmskiego i tyszowieckiego, oraz staroście kowelskiemu królowej Bony, zezwolił mu na zamianę jego wsi dziedzicznej Domaniż na miasto o nazwie Prawda (od herbu Prawdzic, którym pieczętowała się rodzina Łaszczów).
Miasto to powstało istotnie, ale nie w samym Domaniżu, który nie przestał istnieć, lecz na gruntach należących do tej wsi. Nie jest jednak pewne, czy nadana nowemu miastu nazwa Prawda była używana. Jeśli tak, to nie utrzymała się długo, bowiem już w 1578 miasto to nosiło nazwę Łaszczów (od nazwiska jego właścicieli) i posiadało prawo magdeburskie.

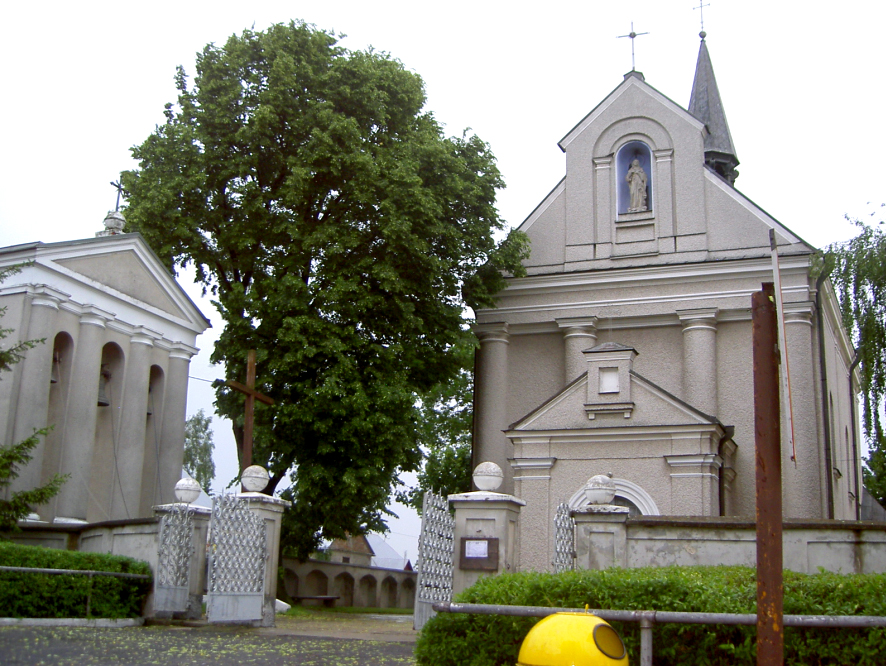
Kościół parafialny Kościół Świętych Apostołów Piotra i Pawła z dzwonnicą

Na przełomie XVI–XVII w. miasto było ważnym ośrodkiem polskiej reformacji. W Łaszczowie istniał zbór ariański oraz ich drukarnia, która swoją działalność prowadziła do roku 1603. W tym samym roku, za sprawą starań Piotra Gorajskiego, miasteczko Łaszczów otrzymało przywilej możliwości organizowania jarmarków i targów. W XVII w. rozwój miasta był hamowany przez przemarsz wrogich wojsk oraz pożary.
W 1702 miasto zostało spalone przez Szwedów pod dowództwem gen. Sztenboka. W 1745 ówczesny właściciel miasta – Józef Łaszcz rozpoczął w miasteczku budowę kościoła i kolegium dla zakonu jezuitów. W 1754 miasto nawiedził pożar, który poczynił ogromne straty. Wówczas to ówczesny właściciel – Franciszek Salezy Potocki nakazał mieszkańcom budowę budynków murowanych zamiast drewnianych

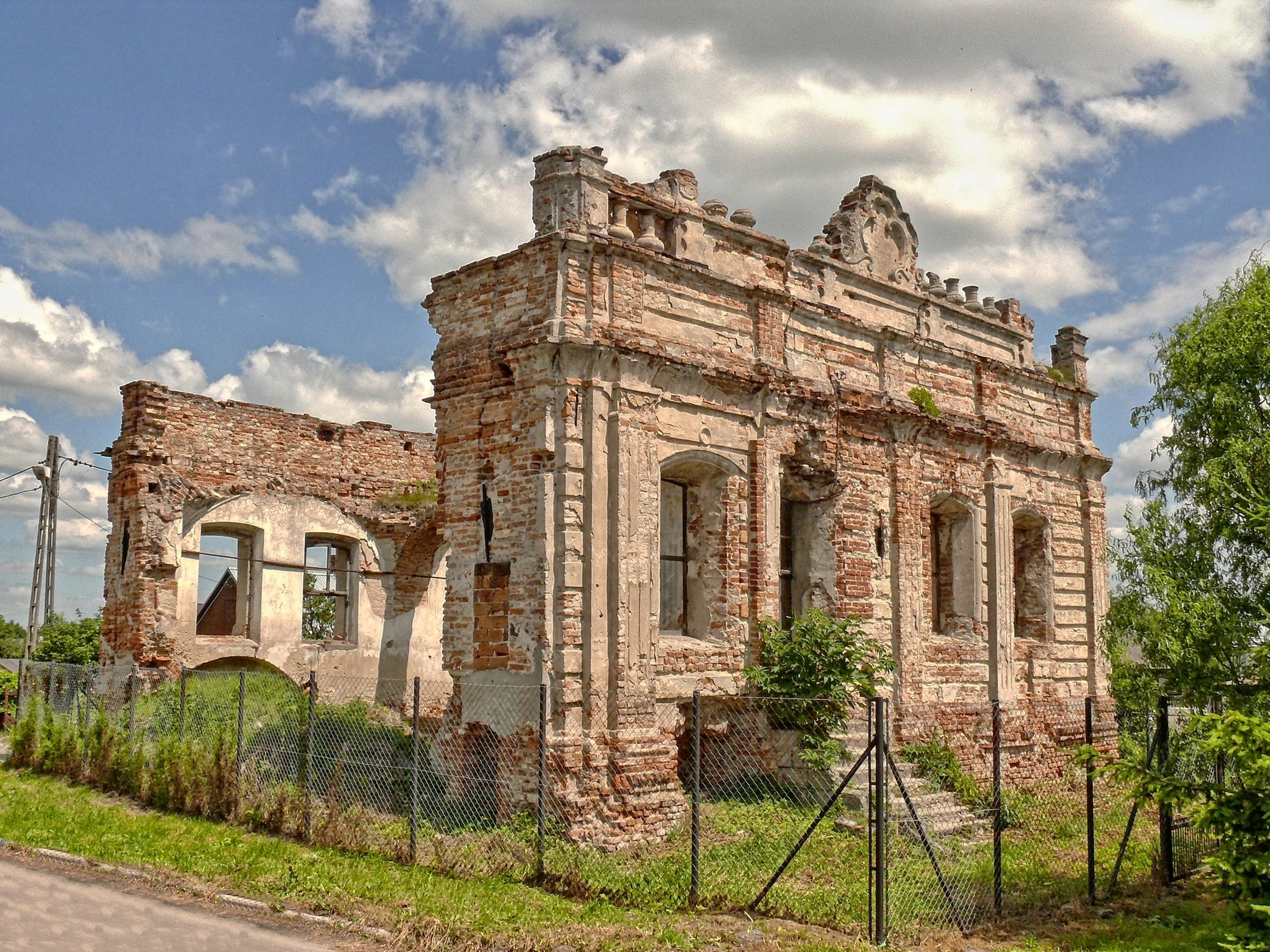
Ruiny synagogi w Łaszczowie przebudowanej z arsenału, zamku rodziny Łaszczów

Istniała tutaj duża społeczność żydowska. Żydzi stali się mieszkańcami tego miasteczka dopiero w połowie XVII w. Szybko jednak nastąpiły zmiany w strukturze demograficznej miejscowości. W 1897 Żydzi stanowili aż 90,3% mieszkańców. Tak duży ich udział utrzymał się do II wojny światowej. W miasteczku możemy obecnie zobaczyć resztki budynków należących do żydowskiej gminy wyznaniowej. Są to bożnica i dom kahalny. Budynki te pierwotnie stanowiły fragmenty zamku zniszczonego w 1702 roku przez Szwedów, którego resztki przekazano Żydom. Po kirkucie założonym prawdopodobnie w XVIII w. pozostała jedna macewa, datowana na 1824 lub 1828. Prawie cała ludność żydowska została zamordowana podczas II wojny światowej.

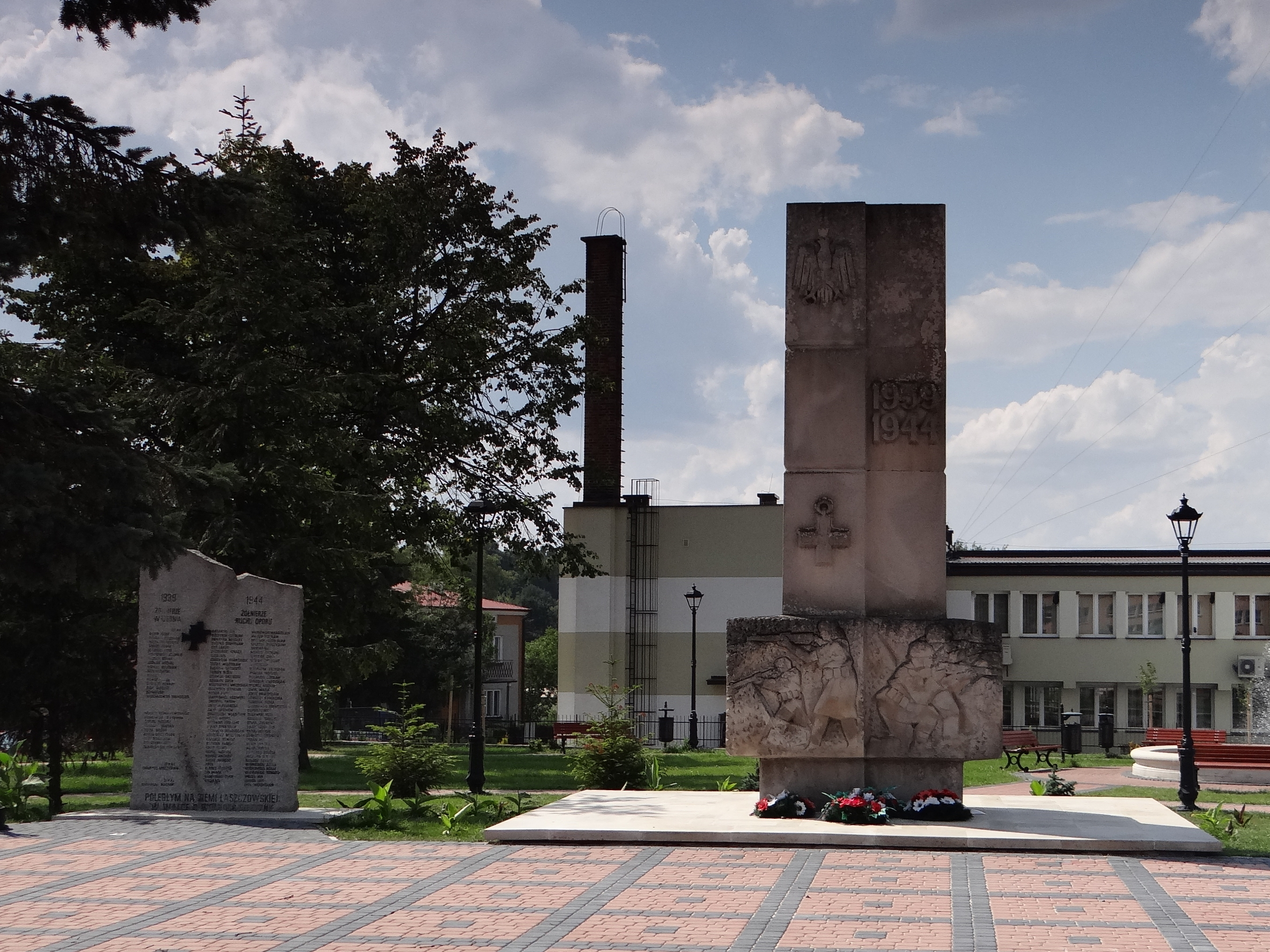
Pomnik upamiętniający zniszczenie i spalenie Łaszczowa przez UPA w 1944 roku

W 1902 Łaszczów liczył 2600 mieszkańców. W 1908 roku w osadzie powstała jednostka straży pożarnej. Podczas bitwy pod Komarowem, w 1914 roku, Łaszczów był areną walk rosyjsko-austriackich. W 1915 po zajęciu Łaszczowa przez Austriaków, zbudowali oni kolej wąskotorową z Uhnowa do Włodzimierza Wołyńskiego. Łaszczów był wówczas punktem węzłowym. W 1916 w osadzie powstała polska szkoła powszechna. W latach II wojny światowej w szkole znajdował się posterunek żandarmerii niemieckiej. 21 i 22 września 1939 Łaszczów na krótko został odbity przez wojska polskie z rąk niemieckich. 25 grudnia 1942 Niemcy dokonali pacyfikacji osady. Zginęło wówczas 75 osób. W czerwcu 1944 Łaszczów został spalony przez Ukraińską Armię Powstańczą (UPA). W 1975 oddano do użytku duży zakład mleczarski przerabiający w ciągu doby 220.000 litrów mleka.

## Układ przestrzenny

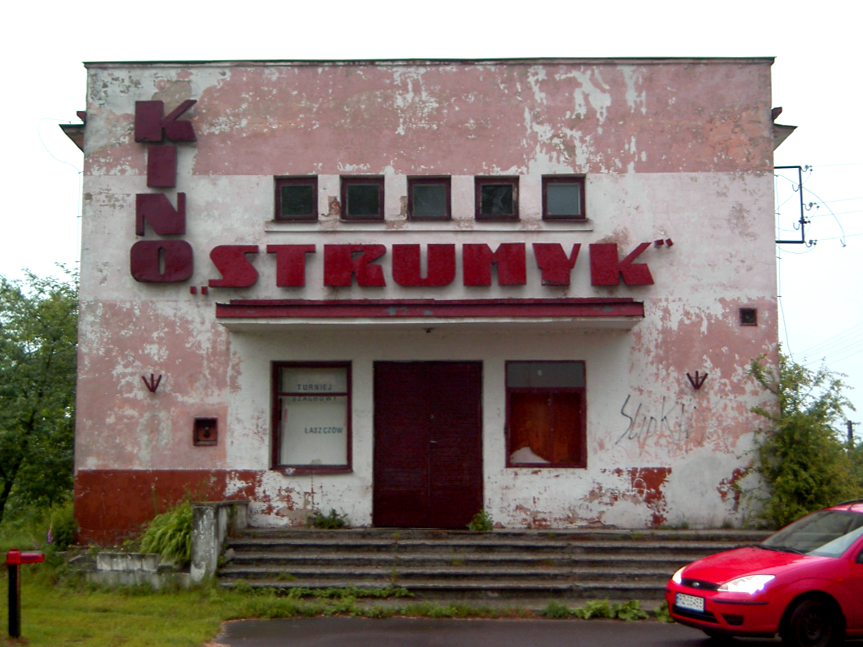
Dawne „Kino Strumyk”

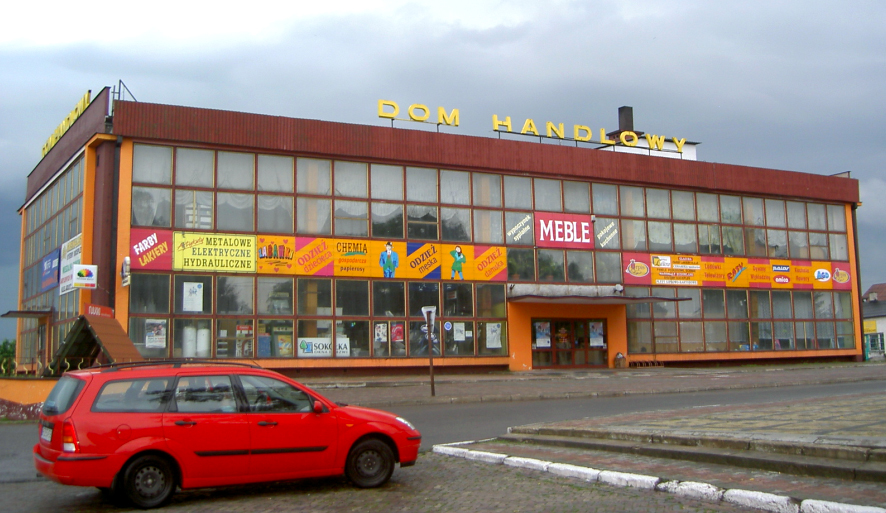
Dom Handlowy, rok 2007

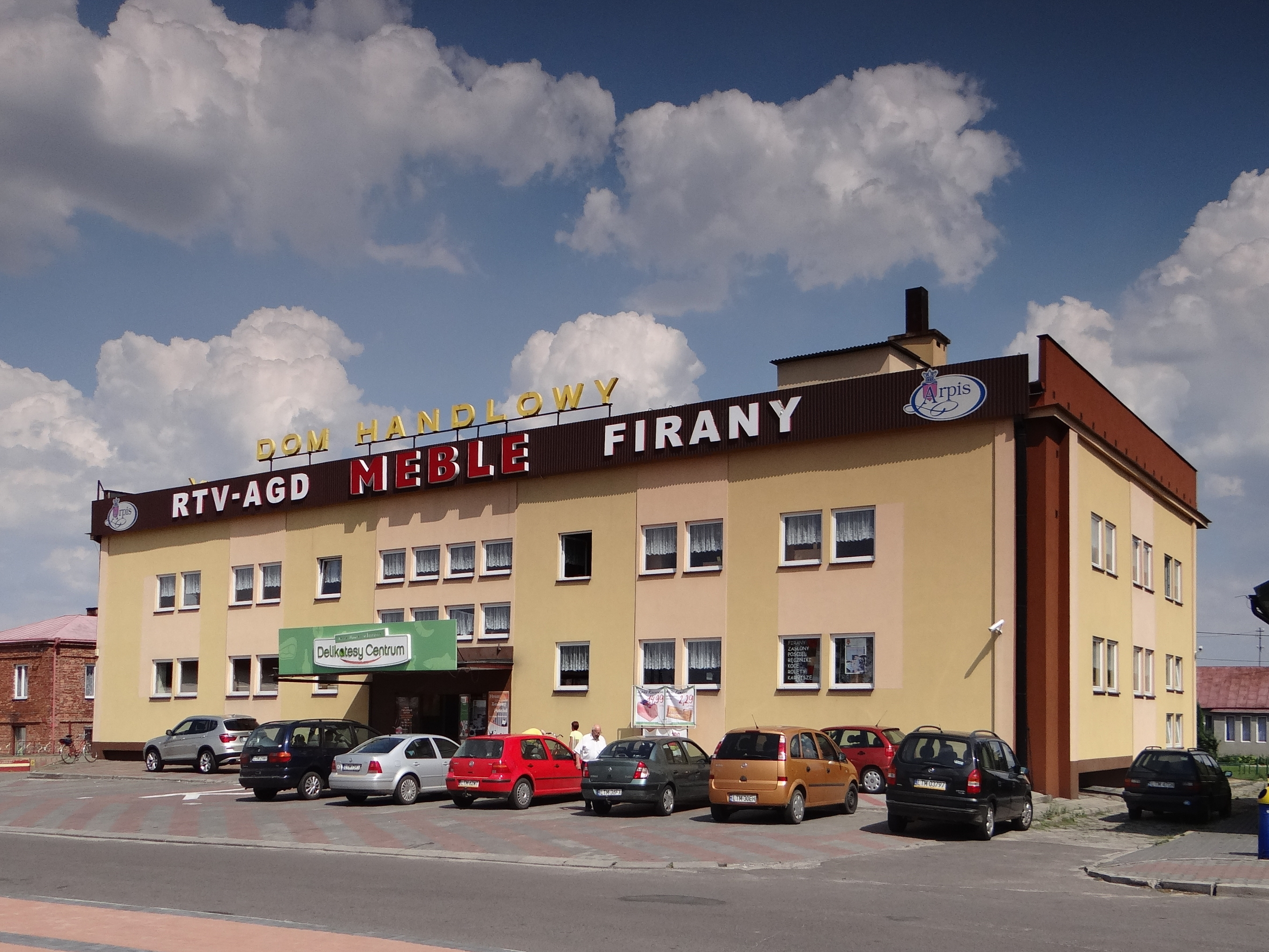
Dom Handlowy w 2014 roku (po gruntownym remoncie)

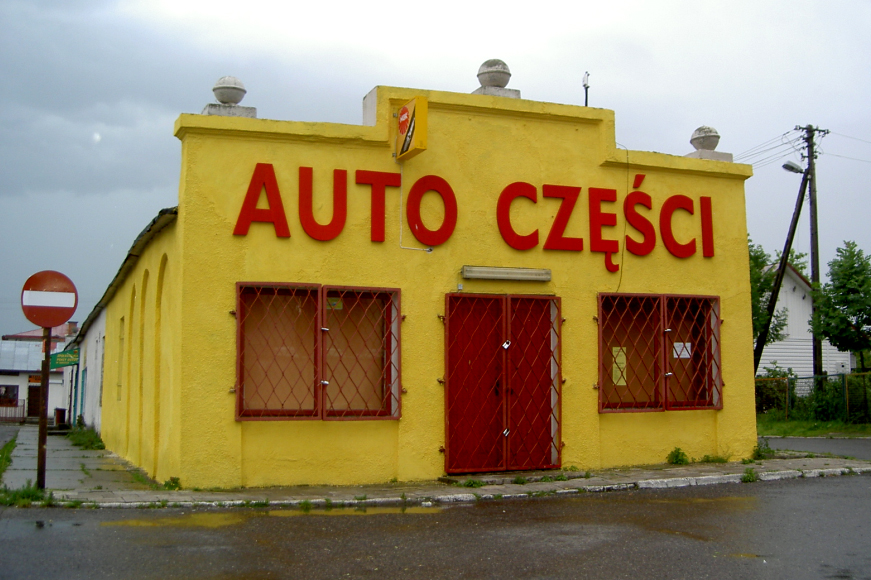
Specyficzny nieistniejący już budynek w rynku

Przez Łaszczów biegnie jedna, główna ulica Fryderyka Chopina, od której odbiega bardzo dużo uliczek lokalnych. Łaszczów jest położony przy drodze wojewódzkiej nr 852, która na zachód prowadzi do Tomaszowa Lubelskiego, a w kierunku wschodnim do Dołhobyczowa. Odbiegają stąd także drogi do miejscowości: Ulhówek, Czartowiec, Nadolce, Małoniż. Znajduje się tu kilka osiedli mieszkaniowych (m.in. Osiedle Kościuszki). W centrum miasteczka znajduje się kilka ulic oraz takie obiekty jak: kościół, mleczarnia, park, pawilon handlowy, targowisko, Gminny Ośrodek Kultury oraz liczne sklepy, a także nowy stadion z kortem tenisowym i placem zabaw. Dookoła są stawy. Niedaleko stadionu położona jest dawna stacja kolejowa.
Na uwagę zasługuje ciekawy budynek nieczynnego już kina Strumyk a także ruiny synagogi przy ul. Rycerskiej.

## Przemysł
Łaszczów jest głównie ośrodkiem usługowym dla rolnictwa. Jest tu jednak drobny przemysł, m.in. materiałów budowlanych. Atutem miejscowości jest duża nowoczesna zamrażalnia owoców i warzyw. Na terenie Gminy Łaszczów znajdują się: Chłodnia Uren Coldstores w Łaszczowie; Zakład Wyrobu Oklein Naturalnych „Bracia Mrozik”; Zakład Mleczarski w Łaszczowie; Spółdzielnia Kółek Rolniczych; Rolnicza Spółdzielnia Produkcyjna w Hopkiem.

## Atrakcje turystyczne
- Kościół parafialny św. Piotra i Pawła
- ruiny pałacu Szeptyckich wraz z parkiem
- mogiły poległych w czasie I wojny światowej
- ruiny synagogi
- Cmentarz żydowski w Łaszczowie

## Demografia

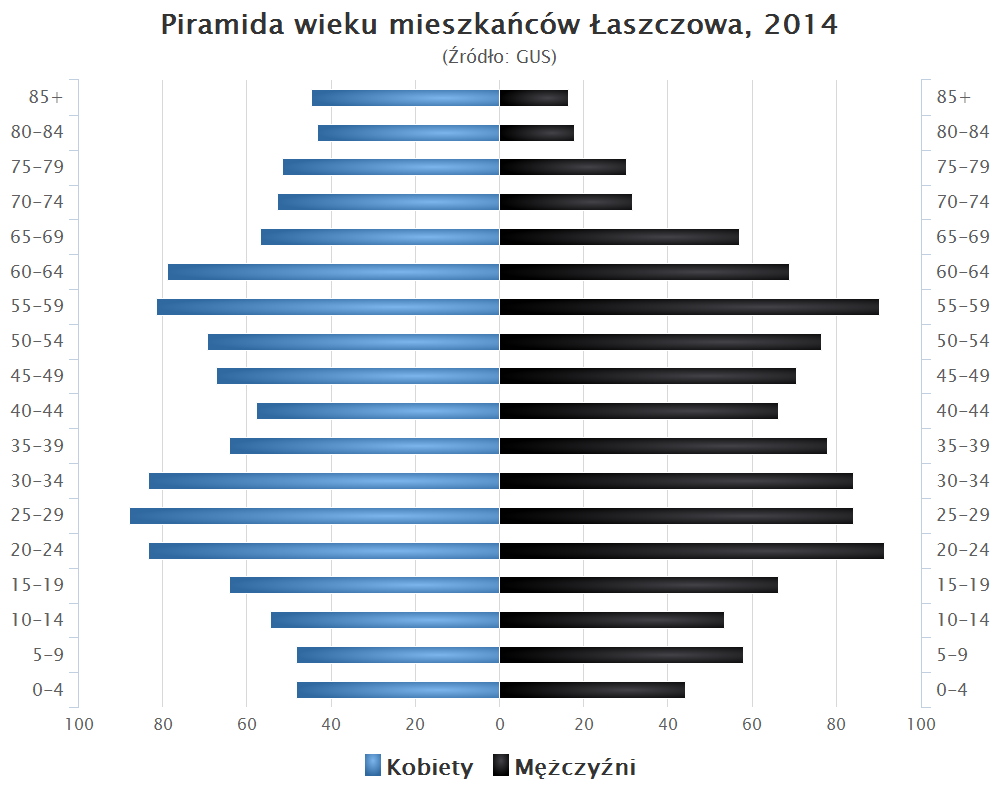
Piramida wieku mieszkańców Łaszczowa w 2014 roku

## Sport
- Klub piłki nożnej ŁKS „Korona” Łaszczów